# 10-й гусарський домобранський полк (Австро-Угорщина)
10-й гусарський домобранський полк (нім. Varazdiner Landwehrhusarenregiment Nr. 10, угор. Varasdi 10. honvéd huszárezred; скорочені назви: HonvHR 10, HHR 10) — збройне формування в складі Королівського хорватського домобранства Збройних сил Австро-Угорщини.

## Історія

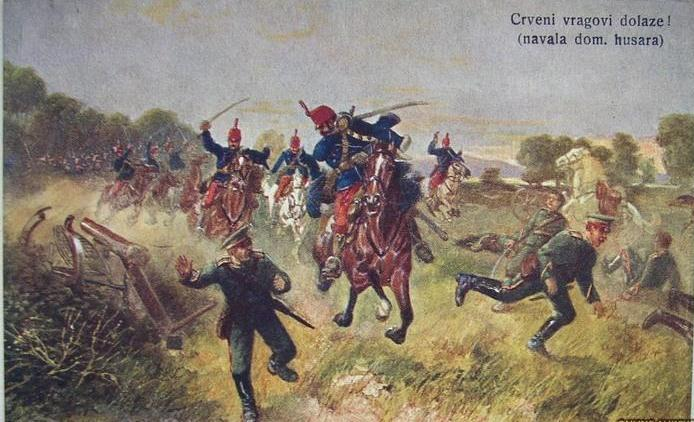
Атака домобранських гусар. Листівка періоду Першої світової війни.

У 1874 р. колишня 10-та кавалерійська дивізія у Загребі та 29-а та 31-а незалежні кавалерійські роти були сформовані у 10-й кавалерійський полк з штабом у Вараждіні. Спочатку він називався 10-м домогвардійським уланським полком, але був реорганізований у гусарів (1894 р.). У нього входили 1-а загребська, 2-а карловацька, 3-я сісацька та 4-а осієцька ескадра також були 5-а і 6-а ескадри.

### Перша світова війна(1914–1918)
Командиром полка в 1914 р. був підполковник Алойз Хауер. У 1915 році її ескадрильї були розсіяні по різних частинах: 1-а ескадра була включена до складу 36-ї піхотної дивізії (італійський фронт), 2-а в 1-й піхотній дивізії (східний фронт), 3-я в 145-й піхотній бригаді (Відень), 4-а в 42-й стрілецькій дивізії (Тіроль), 5-а у 18-й піхотній дивізії (італійський фронт), а 6-а в 59-й піхотній дивізії (Україна).
42-а домобранська піхотна дивізія була під командуванням генерал-полковника Степана Саркотіча. Це одна з найвідоміших військових частин воєнного минулого Хорватії. Полк розпочав свій бойовий шлях на сербському полі бою, у Сріємі, у складі сил першого перевороту. Пізніше він брав участь у битвах під Цером і Колубарами, а потім була відправлена до Галичини. На початку 1915 року його було перенесено на італійський фронт, де він пробув до кінця війни.

### Визволення Меджимур'я

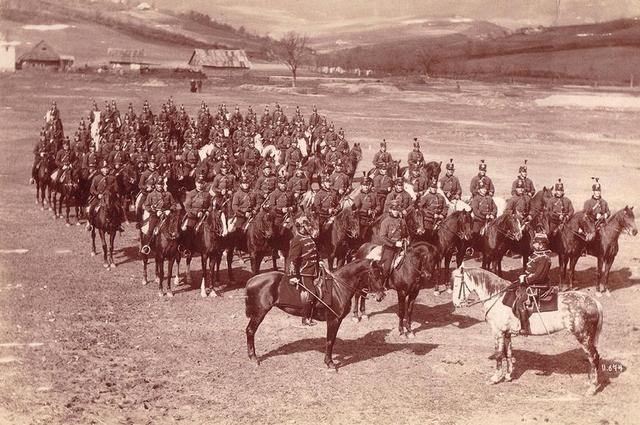
Гусари 10-го домобранського полку на навчаннях.

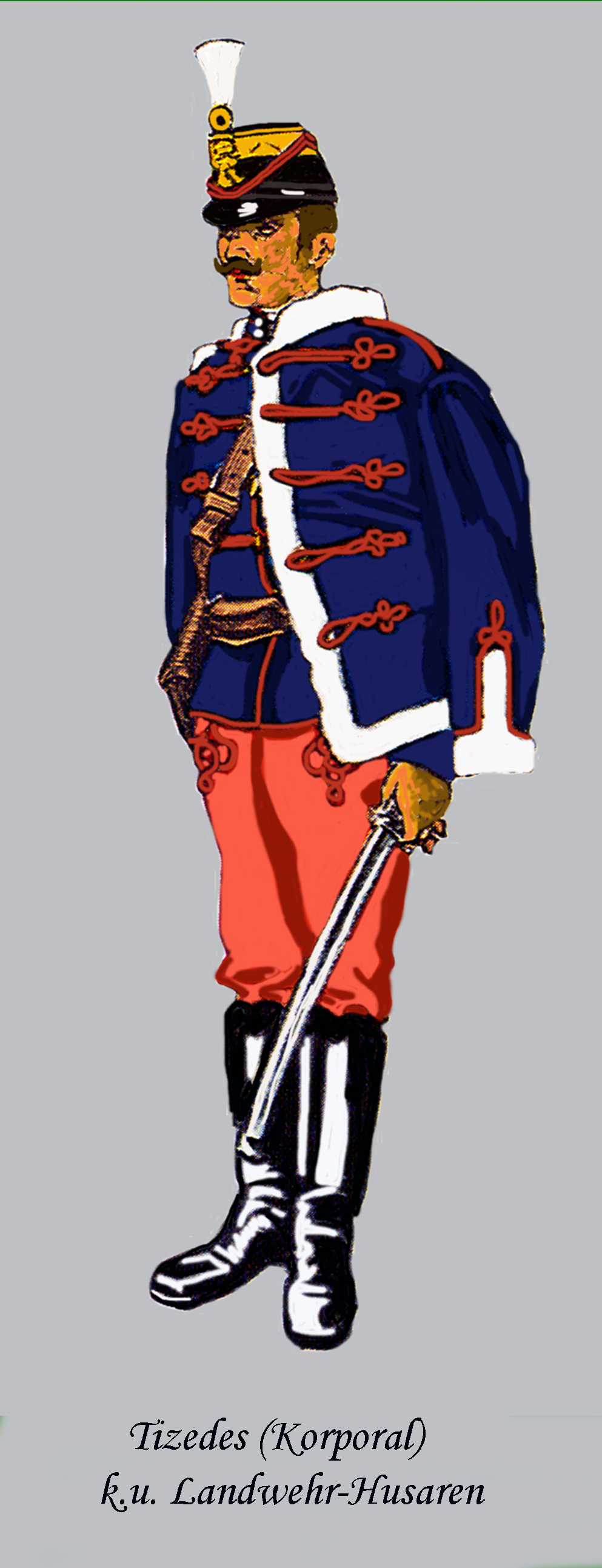
Гусар домобранства.

У грудні 1918 р. домобранці 10-го гусарського полку (вже був розформований) брали участь у звільненні Меджимур'я від угорської окупації. Солдати 10-го гусарського полку створили два кавалерійських ескадрони під командуванням майора Михайла Георгієвича та капітана Матії Чаніча, які 20 грудня вирушили у бій за визволення Меджимур'я.

### Розформування
Зі створенням Держави словенців, хорватів і сербів наприкінці 1918 р. розпочався процес демобілізації, в ході якого було розпущено хорватське домобранство. Розформування домобранців розпочалося в листопаді 1918 р. і продовжилося в перші місяці 1919 р. На початку січня 1919 р. було наказано розформувати домобранські полки.

## Командири
- 1903—1905: полковник Бальтазар Гюрітс де Вітеш-Соколграда;
- 1906: полковник Адольф Кендефі;
- 1907—1909: полковник Бела Фрейх Ботхмер;
- 1910—1911: підполковник Франц Цвінкер;
- 1912: полковник Олександр Вас;
- 1913—1914: підполковник Алоїх Хауер.